# Splice
Splice (Splice: Experimento mortal en español) es una película francocanadiense del género del terror y ciencia ficción de 2009 dirigida por Vincenzo Natali y protagonizada por Adrien Brody y Sarah Polley. Producida por Guillermo del Toro.

## Resumen
Clive (Adrien Brody) y Elsa (Sarah Polley) son dos brillantes científicos que, mediante ingeniería genética, se dedican a crear variaciones de especies conocidas. Aunque navegan en el mayor de los éxitos, la ambición provocará que todo se les vaya de las manos cuando en secreto decidan ir más allá de lo que la moralidad permite. Combinando ADN humano en sus experimentos genéticos obtendrán un nuevo escalón en el árbol evolutivo, creando una especie híbrida, una hembra  de aspecto humanoide. La criatura, cuyo nombre será «dren» (Delphine Chanéac), sufrirá un descontrol hormonal que llegará a poner en peligro tanto el futuro del proyecto como sus propias vidas.

## Desarrollo de la trama
Los ingenieros genéticos Clive Nicoli y Elsa Kast esperan alcanzar la fama empalmando ADN animal para crear híbridos para uso médico en la empresa NERD (Investigación y Desarrollo de Intercambio Nucleico). Su trabajo ha dado como resultado a Fred y a Ginger, dos grandes criaturas similares a orugas, destinadas a ser compañeros. Después de aparearlos con éxito, Clive y Elsa planean crear un revolucionario híbrido humano-animal. Sus empleadores, Joan Chorot y William Barlow, lo prohíben y les ordenan que se concentren en identificar y extraer proteínas de Fred y Ginger para la producción de drogas estimuladoras del ganado. Clive y Elsa, sin embargo, siguen sus planes en secreto y desarrollan una criatura femenina viable. Aunque planeaban terminar antes de que el híbrido llegara a término, Elsa persuade a Clive para que lo deje vivir. El híbrido envejece físicamente mucho más rápido que los humanos y se desarrolla mentalmente como un niño humano. Después de que deletrea NERD con juguetes, al ver el acrónimo en la camisa de Elsa, Elsa lo llama "Dren".
El hermano de Clive, Gavin, descubre a Dren, pero huye después de que Dren salta sobre él. Elsa se da cuenta de que Dren tiene fiebre y trata de enfriarla en un fregadero de agua fría de tamaño industrial. Clive sostiene a Dren bajo el agua. Esto obliga a Dren a usar sus branquias, revelando que es anfibia. Elsa forma un vínculo maternal con Dren. Mientras tanto, ella y Clive descuidan su trabajo con Fred y Ginger. En una presentación publicitada, Fred y Ginger pelean y se matan entre sí. Se descubre que Ginger se había convertido espontáneamente en un macho, pero Elsa y Clive no se dieron cuenta, ya que estaban enfocados en Dren.
La pareja traslada a Dren a la granja aislada donde creció Elsa. Dren revela que tiene tendencias carnívoras y alas retráctiles y entra en la adolescencia. Se aburre del confinamiento, pero Clive y Elsa temen que la descubran afuera. Después de que Dren mata a su gato con el aguijón en la cola, Elsa la retiene bruscamente y amputa el aguijón, luego lo usa para sintetizar una proteína para su trabajo. Mientras están solos, Dren usa sus feromonas para seducir a Clive y tiene sexo con él, para el horror de Elsa. 
Clive se da cuenta de que el ADN humano utilizado para crear a Dren no es el de un donante anónimo, como le dijo Elsa, sino el de la propia Elsa. Clive la acusa de no querer un hijo "normal" antes de eso debido a su miedo a perder el control. Regresan a la granja para acabar con Dren, pero la encuentran muriendo.
William Barlow descubre ADN humano en las muestras de proteínas de Dren y llega al granero con Gavin, quien reveló la ubicación. Elsa dice que Dren está muerta y enterrado detrás del granero. Dren, habiéndose transformado espontáneamente en un macho, se levanta de la tumba y los ataca, matando a Barlow y Gavin antes de violar a Elsa. Clive ataca a Dren para ayudar a Elsa, pero es dominado por Dren. Elsa ataca a Dren para ayudar a Clive, pero duda antes de matar a Dren, ya que él mata a Clive con su aguijón. Enojada, Elsa mata a Dren con una piedra antes de romperse.
En una torre de oficinas, Joan le dice a Elsa que el cuerpo de Dren contenía numerosos compuestos bioquímicos , para los cuales la compañía está solicitando patentes. Ella le ofrece a Elsa, quién está visiblemente embarazada, una gran suma de dinero para continuar con el embarazo, que Elsa acepta.

## Reparto
- Adrien Brody, como Clive Nicoli.
- Sarah Polley, como Elsa Kast.
- Abigail Chu, como el dren (de niña).
- Delphine Chanéac, como el dren (de adulta).
- David Hewlett, como William Barlow.
- Brandon McGibbon, como Gavin Nicoli.
- Simona Maicanescu, como Joan Chorot.

## Curiosidades
- Los nombres de los personajes protagonistas, Clive y Elsa, son un homenaje a los nombres de los actores de las películas míticas de James Whale, Frankenstein y La novia de Frankenstein, ambas de los años 1930.[2]
- El film ganó el premio a los mejores efectos en el Festival de Cine de Sitges. En 2010 se presentó al Festival de Cine de Sundance.
- La película se filmó desde el mes de noviembre de 2007 en la localidad de Toronto (Canadá), hasta concluirla en febrero de 2008. Se considera un film tanto norteamericano como canadiense, británico y francés.
- Splice ganó el Premio Golden Office de Telefilm 2011, por ser la película más taquillera de Canadá en inglés en 2010.[1]